# Colobothea elongata
Colobothea elongata es una especie de escarabajo longicornio del género Colobothea, categorizada en la tribu Colobotheini, de la subfamilia Lamiinae. Fue descrita por Gahan en 1889.

## Descripción
Mide 15-23 mm de longitud.

## Distribución
Se distribuye por Brasil y Guayana Francesa.